# Château de Planchamp
Le château de Planchamp est un château néo-Renaissance du XVIIIe siècle, situé au village de Planchamp, sur la commune de Pied-de-Borne, département de la Lozère.

## Situation
Le château est situé à Planchamp, (Pied de borne, Lozère) dans la vallée de la Borne, non loin des gorges du Chassezac et de Villefort.

## Histoire
Le château a été construit sans doute au XVIIIe siècle par la famille Barrot, une famille installée à Planchamp depuis le XIVe siècle. Vers fin du XIXe siècle, Frédéric Barrot aménage grandement le château.
C'est dans ce château qu'est né Odilon Barrot en juillet 1791. Cet homme politique avait d'ailleurs pour habitude de se retirer fréquemment dans son château.

### Sources et références
1. ↑  « Carte IGN classique » sur Géoportail.